# Brent Morin
Brent Morin (31 de agosto de 1986, South Windsor, Connecticut) es un comediante en vivo y actor estadounidense. Es conocido por interpretar a Justin Kearney en Undateable.

## Biografía
Morin nació en Connecticut. Es hijo de dos profesores de inglés. Morin tiene un hermano mayo quién era un pianista, y un hermano menor, quién es skater profesional. Se graduó del South Windsor High School. Es de ascendencia irlandesa e italiana.
A la edad de dieciocho años, Morin se mudó a Los Ángeles para asistir a la Columbia College.

### Carrera
A pesar de graduarse como cineasta, Morin comenzó a hacer comedia en vivo. Morin ha declarado que fue inspirado por sus ídolos Albert Brooks y Woody Allen. Después de graduarse, trabajó como ayudante de producción con Conan O'Brien en The Tonight Show with Conan O'Brien en NBC y continuó con Conan en TBS. Morin ha aparecido regularmente como comediante en clubes tales como The Comedy Store, The Improv y Laugh Factory, así como en giras a través de los Estados Unidos.
Morin debutó en televisión coprotagonizando la serie de la NBC Undateable, sitcom creada por Bill Lawrence con audiencia en vivo, la cual está basada en el libro Undateable: 311 Things Guys Do That Guarantee They Won't Be Dating or Having Sex, escrito por Ellen Rakieten y Anne Coyle. Morin interpreta a Justin Kearney, el dueño del Bar Black Eyes y desesperado romántico coinquilino de Danny (interpretado por Chris D'Elia). El reparto de Undateable está lleno de comediantes en vivo quienes eran buenos amigos antes de que la serie comenzara a emitirse. La serie a menudo incorpora improvisaciones.
Lawrence y el reparto de la serie asistieron a una serie de giras de stad-ups para promocionar la serie.

## Filmografía
| Televisión       | Televisión                | Televisión       | Televisión                       |
| Año              | Título                    | Rol              | Notas                            |
| ---------------- | ------------------------- | ---------------- | -------------------------------- |
| 2012             | Chelsea Lately            | Él mismo         | Elenco recurrente, (temporada 6) |
| 2013             | Adam DeVine's House Party | Él mismo         | 1 episodio                       |
| 2014-presente    | Undateable                | Justin Kearney   | Elenco principal                 |
| 2014             | Brooklyn Nine-Nine        | Gregory Phillips | 1 episodio                       |
| 2014             | The McCarthys             | Tommy O'Gara     | 1 episodio                       |
| 2014-2015        | Ground Floor              | Jasper McCabe    | 2 episodios                      |
| Vídeos musicales |                           |                  |                                  |
| Año              | Canción                   | Director         | Notas                            |
| 2015             | Undateable                | Scott Ellis      | Con Bridgit Mendler              |